# Актас (Актогайський район)
Акта́с (каз. Ақтас) — село у складі Актогайського району Карагандинської області Казахстану. Адміністративний центр Карамендебійського сільського округу.
Населення — 247 осіб (2021; 275 у 2009, 330 у 1999, 401 у 1989).
Національний склад станом на 1989 рік:
- казахи — 100 %.